# Julian Sands

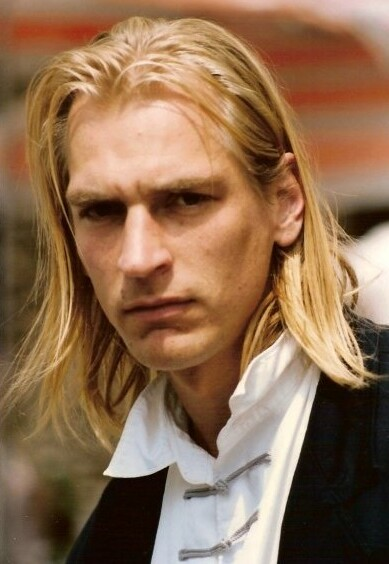
Julian Sands roku 1990 v Cannes

Julian Richard Morley Sands (4. ledna 1958 Otley, Anglie, Spojené království – po 13. lednu 2023? Mount Baldy, Kalifornie, USA) byl anglický herec známý rolemi ve filmech Vražedná pole (1984) a Warlock (1989), či ztvárněním postavy Vladimira Bierka v televizním seriálu 24 hodin (2006). Mezi jeho další známé filmy patří Arachnofobie (1990), Leaving Las Vegas (1995) a Dannyho parťáci 3 (2007). Byl dobrým přítelem režiséra Mikea Figgise, který jej často obsazoval do svých filmů. Celkem třikrát navštívil Mezinárodní filmový festival Karlovy Vary a v roce 2019 se objevil v českém filmu Nabarvené ptáče.
Sands byl pohřešován od 13. ledna 2023, kdy za špatného zimního počasí absolvoval horskou túru na Mount San Antonio v kalifornském pohoří San Gabriel nedaleko Los Angeles. Několikaměsíční pátrání po něm nebylo úspěšné. Dne 24. června 2023 našli v divočině v dané oblasti turisté lidské pozůstatky, které byly 27. června 2023 identifikovány jako Sandsovo tělo.

## Osobní život
Měl čtyři sourozence. Byl posluchačem Central School of Speech and Drama v Londýně, kde se poznal se svou první manželkou. Na škole vystudoval také jeho bratr, herec Quentin Sands, který zde v letech 2002–2004 přednášel dramatické umění.
Jeho první ženou se stala novinářka Sarah Harveyová, se kterou má syna Henryho (* 1985). Po rozvodu v roce 1987 se za tři roky oženil podruhé se spisovatelkou Evgenií Citkowitzovou, s níž má dvě dcery. S rodinou žil v Los Angeles.

## Filmografie
| Rok  | Název filmu                               | Role                   |
| ---- | ----------------------------------------- | ---------------------- |
| 1984 | Oxford Blues                              | Colin Gilchrist Fisher |
| 1984 | Vražedná pole                             | Jon Swain              |
| 1986 | Pokoj s vyhlídkou                         | George Emerson         |
| 1987 | Siesta                                    | Kit                    |
| 1987 | Gothic                                    | Percy Bysshe Shelley   |
| 1988 | Vibrace                                   | Dr. Harrison Steele    |
| 1989 | Warlock                                   | Warlock                |
| 1990 | Arachnofobie                              | Doctor James Atherton  |
| 1990 | Slunce i v noci                           | Sergio Giuramondo      |
| 1991 | Nahý oběd                                 | Yves Cloquet           |
| 1991 | Impromptu                                 | Ferenc Liszt           |
| 1992 | Tale of a Vampire                         | Alex                   |
| 1993 | Helena v krabici                          | Doktor Nick Cavanaugh  |
| 1993 | Warlock 2: Armagedon                      | Warlock                |
| 1994 | The Turn of the Screw                     | Mr. Cooper             |
| 1995 | Leaving Las Vegas                         | Jurij Buco             |
| 1998 | Fantom z Opery                            | Fantom                 |
| 1999 | Ztráta sexuální nevinnosti                | Nic                    |
| 2000 | Časový kód                                | masér Quentin          |
| 2002 | Napoleon                                  | Klemens von Metternich |
| 2002 | Dům v růžích                              | Nick Hardaway          |
| 2003 | Medailon                                  | Hadohlavec             |
| 2004 | Romasanta: Hon na vlkodlaka               | Manuel Romasanta       |
| 2004 | Království prstenu                        | Hagen                  |
| 2005 | Hvězdná brána                             | Doci                   |
| 2005 | Kenneth Tynan: In Praise of Hardcore      | Sir Laurence Olivier   |
| 2006 | Zákon a pořádek: Útvar pro zvláštní oběti | Barclay Pallister      |
| 2006 | Zákon a pořádek: Zločinné úmysly          | Philip Reinhardt       |
| 2006 | 24                                        | Vladimir Bierko        |
| 2007 | Krevní pouta                              | Javier Mendoza         |
| 2007 | Posel ztracených duší                     | Ethan Clark            |
| 2007 | Dannyho parťáci 3                         | Greco Montgomery       |
| 2008 | Lipstick Jungle                           | Hector Matrick         |
| 2008 | Hvězdná brána: Archa pravdy               | Doci                   |
| 2008 | Cat City                                  | Nick Compton           |
| 2009 | Blood and Bone                            | Franklin McVeigh       |
| 2009 | Castle na zabití                          | Teddy Farrow           |
| 2009 | Assisting Venus                           | Dominic                |
| 2009 | Robin Hood: Za Sherwoodským lesem         | Malcolm                |
| 2009 | Quantum Heist                             | Turner                 |
| 2009 | Lady Killer                               | William                |
| 2010 | Golf in the Kingdom                       | Peter McNaughton       |